# Злочини усташа у котару Нова Градишка
Злочини усташа у котару Нова Градишка представљају пример злочина над српским и јеврејским становништвом које је спроводио усташки режим Независне Државе Хрватске, током Другог светског рата.
Усташки режим је спровео злочине над становништвом свих сеоских насеља у котару Нова Градишка која су била настањена српским становништвом, као и над српским и јеврејским становништвом града Нова Градишка. Злочини усташког режима нису мимоишли ни антифашистички оријентисане Хрвате Нове Градишке и околине. На подручју котара Нова Градишка налазио се логор Стара Градишка у коме су усташе излоловале и убиле велик број Срба, Јевреја, Рома, комуниста и антифашистички оријентисаних Хрвата и Бошњака.

## Историјско-географски оквир
Некадашњи котар Нова Градишка обухватао је насеља на подручју славонске Посавине у Републици Хрватској, и граничио је са котаром Новска на западу, котаром Славонски Брод на истоку, котаром Славонска Пожега на севетоистоку и котаром Пакрац на северозападу. Седиште котара налазило се у граду Нова Градишка, који је основан 1748, као једно од најмлађих градских насеља у Хрватској. Котар Нова Градишка је територијално истоветан са подручјем општине Нова Градишка из времена СФРЈ. Ово подручје је вековима етнички мешовито, што подразумева присуство хрватског и српског становништва у већини насеља. До 1991. на подручју општине Нова Градишка живело је око 3/4 хрватског и 1/4 српског становништва. Овакав етнички омер константан је од почетка 19. века.
Српска насеља на подручју некадашњег котара Нова Градишка основана су средином 16. века, недуго након што је Османско царство заузело подручје западне Славоније и славонске Посавине и започело насељавање српског становништва које је имало влашки статус. Насеља у овом подручју територијално су припадала Пакрачком санџаку, а касније (од 1592) Церничком санџаку, чије седиште је било у Цернику, насељу на подручју потоњег котара.
Након успостављања хабсбуршке власти на овом подручју, крајем 17. века, долази до интегрисања већег дела котара Нова Градишка у оквир Војне крајине. Новооснована Градишка пуковнија (регимента) најпре је имала седиште у новоизграђеној тврђави Стара Градишка, да би од 1748. седиште пуковније било премештено у новоподигнуто насеље - Нова Градишка. Становници крајишких насеља на подручју котара Нова Градишка бавили су се граничарским послом током низа генерација, и имали су статус слободних сељака, док су становници насеља која су припадала тзв. цивилној Славонији имали статус подређених сељака (кметова), све до укидања кметства 1948. Градишка пуковника укинута је 1871. укидањем Војне крајине.
Јеврејско становништво се у Новој Градишки населило тек након 1871, јер је јеврејским трговцима било забрањено настањивање на подручју Војне крајине (изузев Земуна и Славонског Брода). Претходно су се јеврејске трговачке породице крајем 18. и почетком 19. века настаниле у Цернику, насељу непосредно северно од Нове Градишке, које није улазило у оквир Војне крајине, већ се налазило у саставу Пожешке жупаније.
Према попису становништва из 1931. на подручју котара живело је 39.012 римокатолика и 12.700 православних, а на подручју града Нова Градишка 1.020 православаца и 2.905 римокатолика. Следећа насеља у котару имала су српску етничку већину: Лађевци, Бодеграје, Бенковац Окучански, Трнаковац, Љештани, Горњи Рогољи, Доњи Рогољи, Бобаре, Чапргинци, Ширинци, Ратковци, Цаге, Окучани, Човац, Гређани, Врбовљани, Дубовац, Косовац, Смртић, Трнава, Медари, Машић, Машићка Шаговина, Жуберковац, Доњи Богићевци, Пољане, Шуметлица, Синлије, Стара Градишка, Ускоци.

## Усташки злочини над локалним српским становништвом

### 1941.
Усташе су са првим хапшењима на подручју котара започели већ 11. априла 1941. када су у Новој Градишки ухапсили 30-ак лица српске националности. Ухапшеници су 6. маја пребачени у казнионицу у Старој Градишки.
Према другим подацима, овог дана је на подручју Нове Градишке ухапшено чак 57 лица српске националности, од којих 7 деце и 13 жена, а за њихово хапшење одговоран је Мирко Етеровић, главни усташки повереник у Новој Градишки и усташки стожерник Милан Лукац. Један део ухапшеника касније је откупио животе породичном имовином коју су приграбили усташки руководиоци.
Први познати масовни злочин усташа над српским становништвом у НДХ, на основу до сада познатих историјских извора, догодио се управо на подручју котара Нова Градишка, 17. априла 1941. Реч је о убиству око 25 српских становника села Стари Слатиник и Бродски Ступник са подручја котара Славонски Брод (села се налазе између Нове Градишке и Славонског Брода и била су етнички мешовита, али већински насељена хрватским становништвом).
Усташе су у овим селима средином априла ухапсиле око 30 српских комшија и 17. априла 1941. спровеле су их према Новој Градишки, али су на путу према градишком затвору одлучили да изврше стрељање ухапшеника у близини Старог Петровог Села. Од око 30 ухапшеника стрељано је око 25, док се за петорицу верује да су успели побећи.
У селу Ратковица, источно од Нове Градишке, 16. маја 1941. ухапшено је 16 српских становника. Они ће потом постати логораши логора Даница у Копривници. Већина њих је страдала у логору Јадовно у Лици, у лето 1941.
У већини сеоских насеља са значајним или доминантним српским присуством већ 1941. године организовано је принудно покатоличавање. Овај процес пратило је рушење православних цркава, тако да је на подручју котара након Другог светског рата очувано свега неколико православних богомоља. Православна црква у Новој Градишки запаљена је већ 8. маја 1941, да би била срушена почетком 1942, када је срушена и локална синагога.

### 1942.
Терор усташа над локалним српским становништвом интензивиран је у пролеће 1942. У међувремену долазило је до појединачних хапшења и одвођења локалних сељака у логор Јасеновац. На удару усташа нашли су се сељани који су одржавали контакт са партизанима на обронцима планине Псуњ или су њихови житељи масовније почели одлазити у партизане због страха за живот. Након пораза који су претрпеле усташе у борби са партизанима код села Бобаре (Битка на Градини) 2. априла 1942, долази до таласа репресалија над српским становништвом котара Нова Градишка и суседним српским селима у котару Новска, нарочито кда је реч о селима Милисавци, Рајчићи, Ређеновићи, чије становништво је средином маја 1942. добрим делом депортовано у логор Јасеновац и логор Стара Градишка. Према доступним подацима Милисавци су имали 97 жртава, Рајчићи, 211, а Рађеновићи 209 жртава у Другом светском рату, од којих је већина страдала 1942.
Такође, током маја 1942. у логоре Јасеновац и Стара Градишка депортовани су и становници села Лађевац и Бодеграје. Током рата усташе су у логоре одвели 100 становника Лађеваца и 133 становника Бодеграја. Од овог броја поименице је познато 98 становника Лађевца и 98 становника Бодеграја који су страдали у логорима Јасеновац и Стара Градишка.
Током лета 1942. усташе су ухапсиле и депортовале у логоре Стара Градишка и Јасеновац на стотине становника села Окучани, Дубовац, Косовац, Цаге и Бенковац Окучански. Позната су имена 80 становника Дубовца, 60 становника Окучана, 47 становника Цага и 67 становника Бенковца Окучанског који су страдали у овим логорима.
Због бојазни да би се могли прикључити партизанима, немачки окупатор је крајем августа 1942. организовао транспорт радно способних мушкараца из српских села Бенковац Окучански, Чапргинци и Трнаковац. Том приликом у Немачку је транспортовано око 150 мушкараца из ових насеља. Убрзо након овог догађаја, 1. септембра 1942. усташе и Немци су извршили опкољавање и напад на Цаге и Беновац Окучански, због сумњичења да сељани сарађују са партизанима, при чему су усташе и немачки окупатор гађали минобацачима ова цивилна насеља, а након улсака у насеља започели су са пљачком и паљевином кућа. Упоредо хапсили су локално становништво и депортовали га у Стару Градишку. Седморо становника Цага је стрељано на лицу места. Након неколико дана, одрасле и радно способне мушкараце Немци су у Старој Градишки и транспортовали их у радне логоре у Немачкој. Старији становници су побијени у околини Старе Градишке, а деца су транспортована у логор Сисак, где су многа помрла, док је део жена побијен у логору Стара Градишка, а остатак је такође транспортован у Немачку.
Истовремено, 1. септембра 1942. долази до хапшења дела преосталих Срба у Новој Градишки, оба пола. Велик број локалних Срба претходно је протеран у Србију. Тада је ухапшено најмање 76 градишких Срба који су потом транспортовани у Стару Градишку, а касније у Јасеновац, где их је већина убијена (преживело је само 9 ухапшеника).

### 1944.
Током 1944. долази до поновног интензивирања усташког терора над локалним становништвом, без обзира на националну припадност, при чему поново највише страда српско становништво. 
Село Ускоци је удаљено од Старе Градишке 1,5 км и представља најближе насеље Старој Градишки. Село је уочи Другог светског рата било етнички мешовито са претежном српском већином. 
Усташе из логора Стара Градишка убили су током Другог светског рата 166 поименице познатих српских становника Ускока. Највећи број становника овог места убијен је од стране староградишких усташа 6. јануара 1944, када су усташе организовано упали у село и започели насумично пуцање по сеоским кућама и неселективно убијање локалних српских становника. Убијен је сваки српски становник Ускока који није успео да се у овом метежу склони. Сеоска домаћинства су потом опљачкана, а један број кућа је спаљен. 
Сви убијени су били цивили јер у селу није било припадника партизанског покрета. Овај злочин треба посматрати у контексту претходних војних операција у околини Старе Градишке и Босанске Градишке, али и у контексту ширих геноцидних радњи које су спроводили припадници усташког покрета.
Ускоци су сеоско насеље са највећим бројем страдалих становника котара Нова Градишка током Другог светског рата. Овај податак добија на тежини ако се истакне да је врло мали број српским становника овом села успео да преживи рат.
Недуго након злочина над становницима села Ускоци, 19. јануара 1944. уследио је злочин над становницима села Шуметлица. Тога дана у село су ушли усташе, домобрани и Немци и похапсили све становнике који нису успели да се сакрију и затим их спровели у логоре Јасеновац и Стара Градишка. Село је потом опљачкано и запаљено. У усташким логорима страдала су 94 становника Шуметлице.
Усташе су 8. маја 1944. упале у Човац, Врбовљане и Гређане, села између Окучана и Старе Градишке, одсечена строго надзираном пругом од српских села и слободне територије на северу. Претходно се из ових села стотињак становника иселио у Србију, а један мањи број становника већ се налазио у логорима, или је био убијен, док се мањи број сељана прикључио партизанима. Из ова три села усташе су тога дана одвеле у логор око 120 људи. Већина их је побијена у логору, док је део ухапшеника убијен у атару села, укључујући и убиство 12 дечака из Гређана који су чували сеоску стоку. Из Врбовљана је током рата страдало најмање поименице познатих 96, из Човца 70, а из Гређана 124 становника, у логорима Јасеновац и Стара Градишка.

### 1945.
Последњи масовни злочин који су починиле усташе над српским становништвом котара Нова Градишка догодио се фебруара 1945, када су становници суседних села Смртић и Ратковци отерани у логор Јасеновац. До 1945. из ова два села већ је страдало 52 цивила и 27 партизанских бораца. 
Усташе су упале у Смртић и Ратковац 24. фебруара 1945. и започели са хапшењем свих становника. Спасили су се само они који су су успели да се сакрију или су се налазли у шуми у партизанима. У ова два села тог дана ухапшено је 169 лица (98 из Смртића и 71 из Ратковаца). Нико од њих се није вратио из логора.
Током Другог светског рата страдали су становници свих српских сеоских насеља у котару. Наведена насеља имала су највеће губитке становништва, али и насеља која нису наведена у чланку (Медари, Трнава, Машић, Машићка Шаговина, Доњи Богићевци) имала су двоцифрене, иако мање, губитке становништва.

## Усташки злочини над локалним јеврејским становништвом
Прва забележена масовна хапшења новоградишких Јевреја уследила су 19. септембра 1941, када је ухапшен 31 Јеврејин. Претходно су Јевреји били дискриминисани, изложени пљачки и присиљени да напусте своје домове у централним улицама у граду. Наредно масовно хапшење уследило је 25-27. децембра 1941. када су ухапшени сви преостали Јевреји у граду (укупно 133 лица), који су потом депортовани у логор Јасеновац где су ликвидирани. Један део новоградишких Јевреја страдао је у различитим околностима пре и после масовног хапшења сународника крајем 1941, док је рат преживео врло мали број локалних Јевреја. Преживели су се углавном иселили у Израел крајем 1940-их. У Новој Градишки је 1942. порушена синагога, а јеврејско гробље у Цернику је девастирано.

## Биланс страдања
Према подацима Земаљске комисије за утврђивање злочина окупатора и њихових помагача Народне Републике Хрватске из 1945, на подручју котара Нова Градишка страдало је 2.133 цивилних жртава. Од овог броја усташе су одговорне за смрт 1.956 лица, а Немци за смрт 171 лица (2 лица су убили четници, а 4 лица Черкези).
Према истим подацима, усташе су у логорима убили најмање 360 мушкараца, 343 жена и 191 дете са подручја котара.
Ове бројке нису коначне, иако су приближне, али свакако да је број страдалих нешто већи.
Највећи број становника са подручја котара Нова Градишка, које су побили усташе, страдао је у логорима Јасеновац и Стара Градишка. Током рата са новоградишког подручја у Јасеновцу и Старој Градишки страдало је најмање 1.856 лица, од тога 1.566 Срба, 136 Јевреја, 80 Хрвата и 60 Рома.